# Pot of Gold (Marte)
Pot of Gold (Pote de Ouro) é o apelido de uma rocha arredondada, do tamanho de um softbol encontrada na cratera de Gusev em Marte. Durante uma examinação do veículo explorador de Marte Spirit em 25 de junho de 2004, hematita foi detectada pela primeira vez pela Spirit, sugerindo um passado húmido gesting a watery past on Marsem Marte.